# Begonia pseudoviola
Begonia pseudoviola é uma espécie de Begonia, nativa do Camarões e Nigéria.

## Sinônimo
- Begonia subtilis Irmsch.